# السفينة (رواية)
السفينة (رواية) هي رواية للكاتب الفلسطيني جبرا إبراهيم جبرا نُشرت عام 1969عن دار الآداب  في لبنان. صدرت الطبعة الثانية عام 1979، والطبعة الثالثة عن الهيئة العامة لقصور الثقافة سنة 2002. وتعكس مأساة الشعب الفلسطيني منذ عام 1948 وحتى أوائل السبعينيات، بالإضافة إلى قضايا المجتمع العربي المتعلقة بانعدام الحريات.

## ملخص الرواية
رواية السفينة للكاتب الفلسطيني جبرا إبراهيم جبرا هي عمل أدبي ينسج بين البعدين الذاتي والوطني، حيث تتناول الرواية قصص مجموعة من الشخصيات التي تلتقي على متن سفينة سياحية تعبر البحر الأبيض المتوسط. يُسرد العمل بأسلوب يعتمد تعدد الأصوات، مما يتيح للشخصيات التعبير عن وجهات نظرها ورؤاها المختلفة حول القضايا التي تواجهها
تتمحور الرواية حول شخصيات تجتمع على متن السفينة، هي وديع عساف، وهو فنان عراقي مغترب، وأمير البحري، رجل الأعمال الفلسطيني اللاجئ، وهيلين وبثينة. تلك الشخصيات تعكس تنوع الطبقات الاجتماعية والسياسية والثقافية في العالم العربي. من خلال الحوارات والاسترجاعات، يكشف العمل عن معاناة كل شخصية، سواء على المستوى الشخصي أو القومي. يتطرق الكاتب إلى مواضيع التشريد واللجوء الذي يعاني منه الشعب الفلسطيني منذ نكبة 1948، مع تسليط الضوء على مشاعر الفقد والحنين إلى الوطن. كما تعكس الرواية الأوضاع الاجتماعية والسياسية السائدة في العالم العربي، خاصة تلك المتعلقة بالحرية والقهر والتغيير.

تعد السفينة رمزًا للبحث عن الخلاص والهروب من الواقع، حيث تجمع الشخصيات بين ماضٍ مثقل بالألم وطموحات غير مؤكدة للمستقبل. فيما تحكي كل شخصية عن تجربتها، يكشف العمل عن تصادم بين القيم التقليدية والتحديات الحديثة التي تواجهها المجتمعات العربية. تنتهي الرواية بنهاية مفتوحة، تاركة للقارئ مساحة للتفكير في مصائر الشخصيات وما تمثله من قضايا إنسانية.

غلاف الكتاب

## الأسلوب
اعتمد جبرا إبراهيم جبرا على التجديد في أسلوبه الروائي كما تميز بالشاعرية، وبلغته الأدبية، تتداخل فيها الأبعاد الشعرية والفلسفية، مما يجعل الرواية أكثر قدرة على التعبير عن المشاعر والأفكار التي يصعب وضعها في كلمات عادية. يبرز جبرا في توظيف الرمزية والمجاز بطريقة فنية.

## ردود الفعل
لاقت الرواية استقبالًا نقديًا حافلًا، وأثنى النقاد على العديد من جوانبها الأدبية والفنية. فقد اعتبرت الرواية خطوة مهمة في الأدب العربي المعاصر لما حملته من أسلوب سردي مبتكر وأبعاد فلسفية.